# Rio Fâstâci
O Rio Fâstâci é um rio da Romênia, afluente do Buda, localizado no distrito de Vaslui.